# Perret, Côtes-d'Armor
Perret (tiếng Breton: Perred) là một xã của tỉnh Côtes-d’Armor, thuộc vùng Bretagne, tây bắc Pháp.

## Dân số
Người dân ở Perret được gọi là Perretois.